# Contea di Kidder
La contea di Kidder in inglese Kidder County è una contea dello Stato del Dakota del Nord, negli Stati Uniti. La popolazione al censimento del 2000 era di 2 753 abitanti. Il capoluogo di contea è Steele.